# ورزشگاه ایتایپاوا آرنا فونته نوآوا

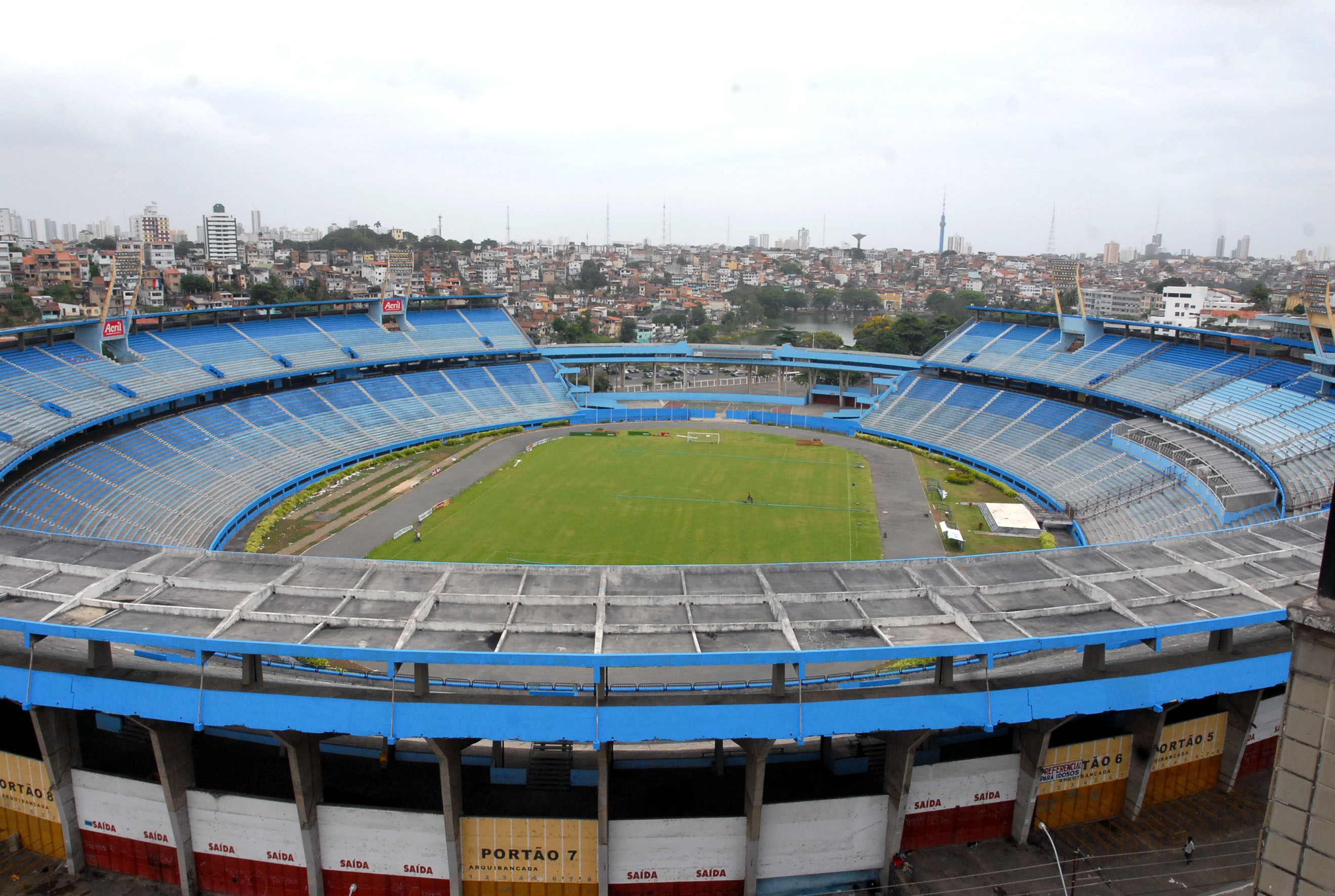

ورزشگاه ایتایپاوا آرنا فونته نوآوا (به پرتغالی: Itaipava Arena Pernambuco) ورزشگاهی در شهر سالوادور در کشور برزیل است.
این ورزشگاه که در سال ۲۰۱۳ افتتاح شده است، ۵۲٬۰۴۸ نفر ظرفیت دارد.